# Liste des intercommunalités de la Corrèze

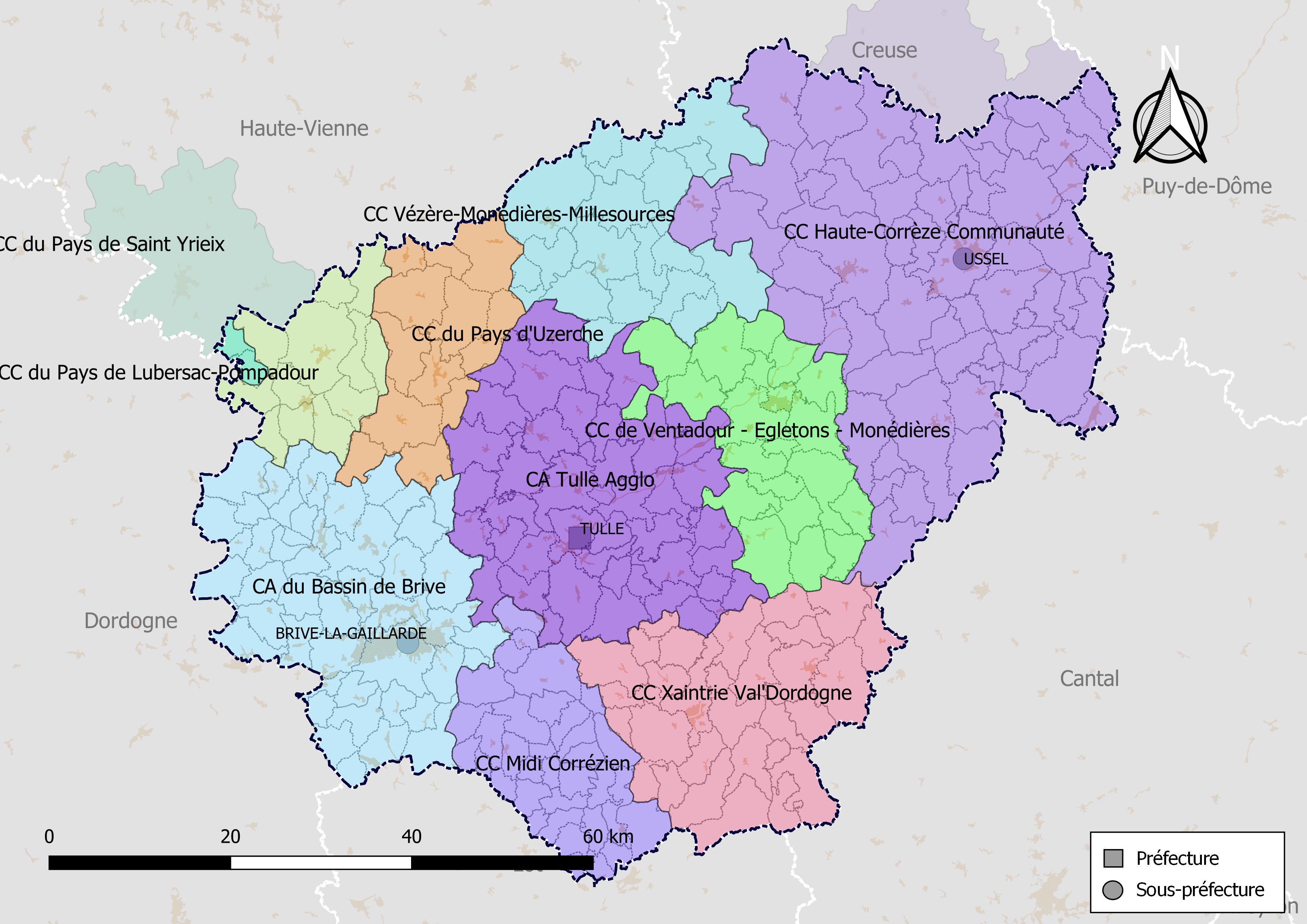
Carte des EPCI de la Corrèze au 1 janvier 2019.

Au 1er janvier 2020, le département de la Corrèze compte 9 établissements publics de coopération intercommunale à fiscalité propre dont le siège est dans le département (2 communautés d'agglomération et 7 communautés de communes), dont un qui est interdépartemental. Par ailleurs deux communes sont groupées dans une intercommunalité dont le siège est situé hors département (en Haute-Vienne).

## Intercommunalités actuelles
| Forme juridique                                           | Nom                                     | no SIREN  | Date de création | Nombre de communes    | Population (der. pop. légale) | Superficie (km2) | Densité (hab./km2) | Siège                       | Président          | Parti politique | Parti politique |
| --------------------------------------------------------- | --------------------------------------- | --------- | ---------------- | --------------------- | ----------------------------- | ---------------- | ------------------ | --------------------------- | ------------------ | --------------- | --------------- |
| Communauté d'agglomération                                | CA du Bassin de Brive                   | 200043172 | 1er janvier 2014 | 48                    | 108 107 (2021)                | 808,70           | 134                | Brive-la-Gaillarde          | Frédéric Soulier   |                 | LR              |
| Communauté d'agglomération                                | CA Tulle Agglo                          | 241927201 | 16 décembre 1993 | 43                    | 43 927 (2021)                 | 868,10           | 51                 | Tulle                       | Michel Breuilh     |                 | PS              |
| Communauté de communes                                    | CC Haute-Corrèze Communauté             | 200066744 | 1er janvier 2017 | 70                    | 32 003 (2021)                 | 1 784,60         | 18                 | Ussel                       | Pierre Chevalier   |                 | LR              |
| Communauté de communes                                    | CC Midi Corrézien                       | 200066769 | 1er janvier 2017 | 34                    | 13 059 (2021)                 | 389,60           | 34                 | Beaulieu-sur-Dordogne       | Alain Simonet      |                 |                 |
| Communauté de communes                                    | CC Xaintrie Val'Dordogne                | 200066751 | 1er janvier 2017 | 30                    | 11 171 (2021)                 | 652,20           | 17                 | Argentat-sur-Dordogne       | Nicole Bardi       |                 | DVG             |
| Communauté de communes                                    | CC de Ventadour - Égletons - Monédières | 241900133 | 29 décembre 1997 | 19                    | 10 131 (2021)                 | 472,30           | 21                 | Lapleau                     | Charles Ferré      |                 | LR              |
| Communauté de communes                                    | CC du pays d'Uzerche                    | 241927243 | 31 décembre 1999 | 12                    | 10 599 (2022)                 | 368,25           | 29                 | Uzerche                     | Catherine Chambras |                 | DVG             |
| Communauté de communes                                    | CC du Pays de Lubersac-Pompadour        | 200066603 | 1er janvier 2017 | 10                    | 6 785 (2022)                  | 221,15           | 31                 | Lubersac                    | Francis Comby      |                 | LR              |
| Communauté de communes                                    | CC Vézère-Monédières-Millesources       | 200066645 | 1er janvier 2017 | 20                    | 5 685 (2021)                  | 539,40           | 11                 | Treignac                    | Philippe Jenty     |                 | DVD             |
| Intercommunalité dont le siège est situé hors département |                                         |           |                  |                       |                               |                  |                    |                             |                    |                 |                 |
| Communauté de communes                                    | CC du Pays de Saint-Yrieix              | 248700189 | 31 décembre 1996 | 9 (dont 2 dans le 19) | 12 104 (2021)                 | 338,10           | 36                 | Saint-Yrieix-la-Perche (87) | Daniel Boisserie   |                 | PS              |

## Communes associées à une intercommunalité extra-départementale
1. Saint-Éloy-les-Tuileries fait partie de la communauté de communes du Pays de Saint-Yrieix (département de la Haute-Vienne) ;
2. Ségur-le-Château fait partie de la communauté de communes du Pays de Saint-Yrieix (département de la Haute-Vienne).

## Historique des évolutions

### Au1erjanvier 2025
- Le périmètre de la communauté de communes du Pays de Lubersac-Pompadour est réduit à la suite du retrait des communes de Saint-Martin-Sepert et Saint-Pardoux-Corbier qui fusionnent avec la commune de Saint-Ybard pour constituer la commune nouvelle des Trois-Saints, au sein de la communauté de communes du Pays d'Uzerche.

### Au1erjanvier 2023
- Le périmètre de la communauté de communes Haute-Corrèze Communauté est réduit à la suite du retrait de la commune de Bugeat ;
- La commune de Bugeat rejoint la communauté de communes Vézère-Monédières-Millesources augmentant ainsi son nombre de communes à 20.

### Au1erjanvier 2017
La Corrèze passe de 20 à 9 EPCI à fiscalité propre ayant leur siège dans le département :
- Création de la communauté de communes Haute-Corrèze Communauté par fusion de la communauté de communes des Gorges de la haute Dordogne, communauté de communes du Pays d'Eygurande, communauté de communes des Sources de la Creuse, communauté de communes Ussel - Meymac - Haute-Corrèze, communauté de communes Val et plateaux bortois et de l’extension à 10 des 18 communes d’une 6e (communauté de communes Bugeat - Sornac - Millevaches au Cœur).
- Création de la communauté de communes Midi Corrézien par fusion de la communauté de communes du canton de Beynat, celle du Sud corrézien-Beaulieu et la communauté de communes des Villages du Midi Corrézien-Meyssac. S'y ajoute la commune d'Altillac issue de la communauté de Mercœur.
- Création de la communauté de communes Xaintrie Val'Dordogne par fusion de la communauté de communes du Pays d'Argentat, communauté de communes du canton de Mercœur et de la communauté de communes du canton de Saint-Privat.
- Création de la communauté de communes du Pays de Lubersac-Pompadour fusion de la communauté de communes du Pays de Pompadour et de la communauté de communes Lubersac-Auvézère.
- Création de la communauté de communes Vézère-Monédières-Millesources par fusion de la communauté de communes de Vézère Monédières et de la communauté de communes Bugeat - Sornac - Millevaches au Cœur.

### Au1erjanvier 2016
- Le périmètre de la communauté de communes Val et plateaux bortois est réduit à la suite du retrait des communes de Beaulieu et Lanobre.

### Au1erjanvier 2014
- Création de la communauté d'agglomération de Brive par fusion de la communauté de communes de Juillac-Loyre-Auvézère, du Pays de l'Yssandonnais, des Portes du Causse, Vézère-Causse, ainsi que quatre des six communes de la Communauté de communes des trois A : A20, A89 et Avenir, et les communes isolées d'Ayen et Segonzac.
- Création de la communauté de communes Val et plateaux bortois par fusion de la communauté de communes de Bort-les-Orgues, Lanobre et Beaulieu avec la communauté de communes du Plateau Bortois et la commune de Sarroux.

### Évolution antérieure
- La communauté de communes Tulle et Cœur de Corrèze est supplantée en 2012 par la communauté d'agglomération de Tulle.